# メタファイトEX
『メタファイトEX』 は、2000年2月24日にサン電子から発売されたゲームボーイカラー用アクションゲーム。日本国外では『Blaster Master: Enemy Below』（ブラスターマスター - エネミー・ビロウ）のタイトルで発売された。
『メタファイトEX』はファミリーコンピュータで発売された『超惑星戦記 メタファイト』（1988年）の世界観を受け継いだ直接の続編で、ゲームボーイカラー専用となっており、日本国外版や同年にPlayStationで発売された『ブラスターマスター』との関連性は無い。一方でBlaster Master: Enemy Belowは『超惑星戦記 メタファイト』の日本国外版Blaster Masterの流れを汲む「Blaster Masterシリーズ」の一作で、ゲームボーイやスーパーゲームボーイにも対応している。
後に他機種版も発売された。

## システム
戦闘車両に搭乗しながら進むサイドビューステージと、各地に点在する入り口から進入するトップビューステージを行き来しながらゲームを進めていく。
全8エリアで、ゲームの進行状況はパスワードで記録する事が可能。完全新作というよりは初代のアレンジ移植的な側面があり、ゲーム内容は一作目に準じ、各エリアの特徴（エリア5が水中ステージでエリア6が氷のステージであるなど）も初代と同じであるが、サイドビューステージ及びダンジョンステージの構造は初代と異なっており、その他にも各エリアのダンジョン最深部にいるボスが変更されていたり、新たなアイテムが登場しているなどの違いが見られる。例えば、初代ではパワーアップアイテムはボスを倒して入手するため、ボスの部屋を目指す以外でダンジョンを探索する必要は無かったが、今作ではボスが落とす以外にもアイテムが配置され、探索の意義が生まれた。また、今作は国内版でもオープニングデモが用意されており、エンディングも一枚絵と文章による演出がある。一方、トップビュー時の斜め移動など、初代から削除された要素もある。また、マップの切り替えはスクロールではなく暗転で行われる。
今作も初代と同じく日本国内版と日本国外版で世界観とストーリーが異なっている。

## アイテム
- POWアイテム - 「P」の文字。メタル・アタッカー及びレオナルドのPOWメーター（ライフ）を1メモリ回復する。ただしサイドビューステージの時にレオナルドが取ると2メモリ回復する。
- HOVアイテム - 「H」の文字。メタル・アタッカーのHOVメーターを1メモリ回復する。
- GUNアイテム - ダンジョンステージに出現。レオナルドの銃をパワーアップさせる。敵の攻撃を受けると銃はパワーダウンする。
- ホーミングミサイルアイテム - ホーミングミサイルの残数が増える。前作のホーミング・ミサイルとほぼ同じだが、ミサイルの弾道がやや異なる。
- サンダーボルトアイテム - サンダーブレイクの残数が増える。前作のサンダー・ブレイクとほぼ同じ。
- 3WAYアイテム - 3WAYの残数が増える。前作の多弾頭ミサイルとほぼ同じ。
- カギ - 各エリアのダンジョンステージに1～2本落ちているカギ。これを全て集めないとボスのいるダンジョンに入る事ができない。

### メタル・アタッカーオプションアイテム
前作と同様、メタル・アタッカーのオプションは各エリアのボスを倒すと入手できる。
- ハイジャンプ - ジャンプの幅や高さが上がる。
- エンジン - メタル・アタッカーのエンジンの馬力が上がる。特定の場所を走行して進む事ができるようになる。
- ホバー - HOVメーターを消費してホバリング飛行する事ができる。ゲージが無くなるとホバリングできなくなる。
- GUN1 - サイドビューステージでのレオナルドの銃攻撃のダメージと射程がアップする。また、サイドビューステージにある特定のブロックを壊す事ができるようになる。
- ダイブ - メタル・アタッカーで水中を自由に移動できるようになる。
- ウォール1 - 壁を吸着走行できるようになる。アイテム選択画面で着脱する事ができる。
- ウォール2 - 天井を吸着走行できるようになる。ウォール1と同じく着脱する事ができる。

### ボーナスアイテム
ゲームクリアには必須ではないアイテム。各エリアに隠されている。
- クラッシャー - メタル・アタッカーの通常攻撃の威力がアップする。
- H（ハイブリッド）アーマー - メタル・アタッカーのPOWメーターの最大目盛り数が8から10へと増える。
- GUN2 - レオナルドのGUNメーターの最大目盛り数が3から8へと増える。
- ランチャー - ダンジョンステージでのレオナルドの手榴弾攻撃がランチャーへとパワーアップし、射程が伸びる。
- ショットガン - ダンジョンステージでショットガンを使えるようになる。アイテム選択画面で手榴弾（もしくはランチャー）と切り替えて使用する。

## ストーリー
メタファイトEX
宇宙歴2052年にはじまった「インベム暗黒星団」との戦いはソフィア第三惑星側の勝利に終わり、戦いに勝利をもたらした戦闘万能車両「メタル・アタッカー」はその任を終え、封印されることとなった。
それから55年後の宇宙歴2107年、惑星ソフィアに最も近いラムダ銀河の辺境にある惑星シータで、謎の墜落事故の痕跡が発見された。それは、200年前に宇宙殖民と動物たちを乗せた輸送シャトル「L-229」が起こしたものであった。彼らは変化しながら生き延びて凶暴化しており、もはやソフィアに危機をもたらすのも時間の問題となっていた。
この事態に惑星ソフィアの衛星ノーラの科学アカデミーは「メタル・アタッカー」の封印を解き、搭乗者として天才少年パイロットのレオナルド・ガードナーを選ぶと、惑星シータへ送り込むのであった。
レオナルドの活躍により凶暴化した生物は倒され、惑星シータに平和が戻る。役目を終えたメタル・アタッカーは再び封印された。
Blaster Master Enemy Below
何度も世界を救ってきたジェイソン・フラドニックだが、戦いに疲れて遠くの地で新たな生活を始めた。
しかしそんなある日、訪ねて来た怪しげな女に「我々の生み出した闇の生物を捕まえて…いいえ、殺して下さい」と依頼される。彼女は科学者であり、かつてジェイソンが倒したプルトニウム・ボスから採取した組織サンプルによって機械と生物が融合した有機種を作り出した。しかしそれは暴走し、地下研究施設で暴れ回っていると言う。
ジェイソンは戦闘万能車両「ソフィア」の封印を解き、また冷たい戦いの渦中へと戻ることを自嘲気味に呟きながら何度目かの戦いに赴く。
激しい戦いの末にジェイソンは有機種を倒し、その核を焼却する。戦いは終わり、再びソフィアを封印したジェイソンは平穏な日々に戻るのだった。

## 登場人物
レオナルド・ガードナー
本作の主人公。かつての戦いの英雄「ケイン・ガードナー」の子孫であり、同じく天才的な操縦センスを持つ少年。ケインと違って茶髪である。
日本国外版では過去作に続いて「ジェイソン・フラドニック」が主人公となっている。

## 他機種版
| No. | タイトル                            | 発売日                                      | 対応機種        | 開発元       | 発売元     | メディア                           | 型式 | 売上本数 | 備考 | 出典                    |
| --- | ----------------------------------- | ------------------------------------------- | --------------- | ------------ | ---------- | ---------------------------------- | ---- | -------- | ---- | ----------------------- |
| 1   | メタファイトEX                      | 2011年11月22日 2011年12月8日 2011年12月15日 | ニンテンドー3DS | アウトバック | サンソフト | ダウンロード (バーチャルコンソール | -    | -        |      |                         |
| 2   | ゲームボーイ Nintendo Switch Online | 2023年6月5日 2023年6月6日                   | Nintendo Switch | 任天堂       | 任天堂     | ダウンロード                       | -    |          |      | [ 1 ] [ 2 ] [ 3 ] [ 4 ] |

## 評価
- レビュー集計サイト「GameRankings」の集計では76％であり、多くのレビュアーからは概ね好評を得た[5]。一方、ゲーム誌『ファミ通』の「クロスレビュー」では合計17点で、満40点の半分以下としている[7]。